# Диллуин, Льюис Уэстон
Лью́ис Уэ́стон Ди́ллуин (англ. Lewis Weston Dillwyn; 1778—1855) — британский натуралист и производитель фарфора.

## Биография
Льюис Диллуин родился 21 августа 1778 года в Хакни в семье Уильяма Диллуина (ок. 1743 — 1824) из Уолтемстоу и его жены Сары, в девичестве — Уэстон. Отец — из семьи уэльских квакеров, родился в Пенсильвании, выступал противником рабства в Америке, затем вернулся в Великобританию. Учился Льюис в школе Друзей в Тоттенеме, с 1798 года — в Довере. В 1800 году стал членом Лондонского Линнеевского общества.
В 1803 году Льюис Диллуин переехал в Суонси, став хозяином фирмы Cambrian Pottery, занимавшейся производством фарфора. В 1805 году Диллуин и Д. Тёрнер выпустили книгу The botanist's guide through England and Wales.
С 1807 года Льюис был женат на Мэри Адамс (1776—1865). У них было шестеро детей, Джон Диллуин Леуэлин (1810—1882) стал известным фотографом, Льюис Леуэлин Диллуин (1814—1892) же стал политическим деятелем. В 1809 году Льюис Уэстон Диллуин был избран членом Лондонского королевского общества. Также в 1809 году он выпустил монографию линнеевского рода водорослей Conferva, таксона, впоследствии выведенного из употребления из-за отсутствия каких-либо родственных связей между включёнными в него видами.
В 1817 году Диллуин издал сводку моллюсков Великобритании. В 1823 году он отказался от степени почётного доктора гражданского права Оксфордского университета.
С 1832 по 1837 Льюис Диллуин был членом парламента Великобритании от Гламоргана.
Льюис Уэстон Диллуин скончался 31 августа 1855 года в Скетти-Холле в Суонси.

## Некоторые научные работы
- Turner, D.; Dillwyn, L.W. (1805). The botanist's guide through England and Wales. 2 vols., 804 p.
- Dillwyn, L.W. (1809). British Confervæ. 210 p., 116 pl.

## Роды, названные в честь Л. Диллуина
- Dillwynia Sm., 1805
- Dillwynia Roth, 1806, nom. illeg. [≡ Rothia Pers., 1807, nom. cons.]
- Dillwynella Bory ex Kuntze, 1891, nom. superfl. [≡ Calothrix C.Agardh ex Bornet & Flahault, 1886]